# Acharagma aguirreanum
Acharagma aguirreana es una especie de planta suculenta perteneciente al género Acharagma, dentro de la familia Cactaceae. Es endémica del noreste de México.

## Descripción

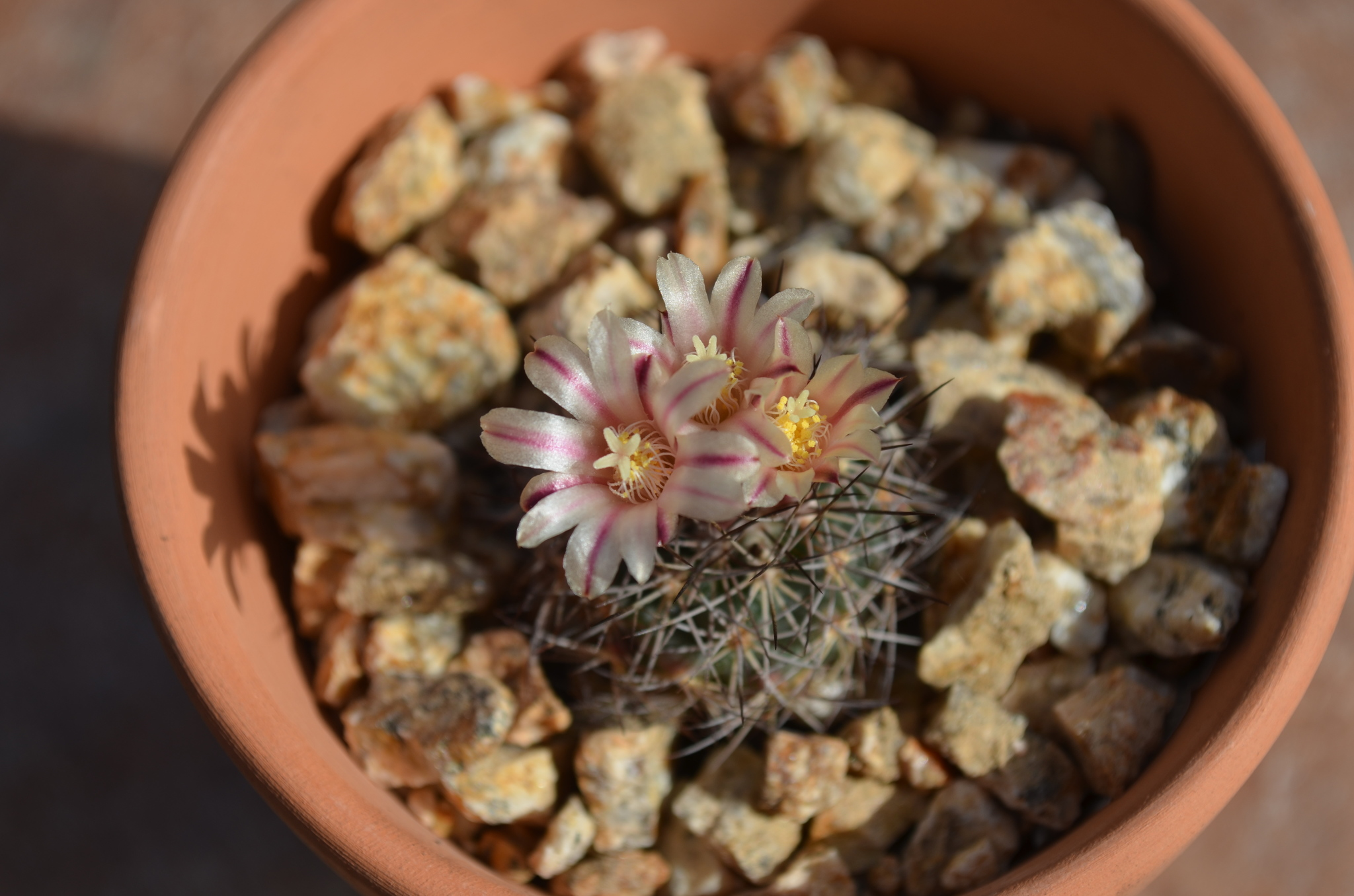
Planta en cultivo

Es una planta suculenta, carnosa y esférica. Su tallo globoso es de color verde a púrpura, y puede crecer hasta 5 cm de alto y de 5 a 7 cm de diámetro. Las areolas carnosas son algo flexibles y crecen hasta los 0,5 cm. 

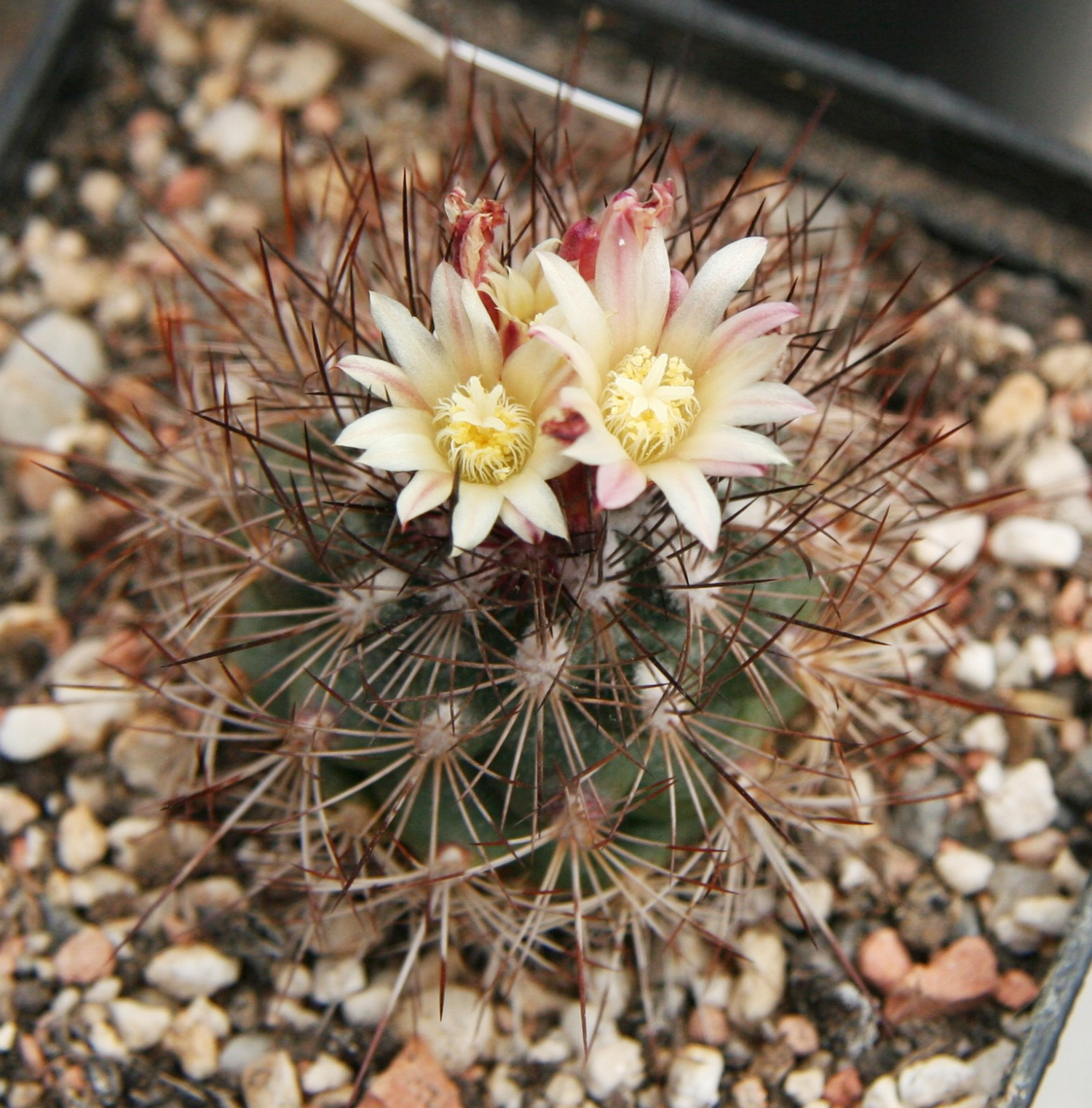
Detalle de las flores

Tiene 2 o más espinas centrales y de 13 a 16 espinas radiales, a menudo, situadas en dos filas, de 0,8 a 1,5 cm de largo. Las flores van de color amarillo a rojo amarillento, y crecen hasta 1,8 cm de largo y 2 cm de diámetro. 
Los frutos son de color verde-morado, de 1.2 cm de largo y 0.35 cm de diámetro.

## Distribución y hábitat
El área de distribución nativa de esta especie es noreste de México (concretamente en el estado de Coahuila) y crece principalmente en biomas desérticos o de matorrales secos.

## Taxonomía
La primera descripción de esta especie fue como Gymnocactus aguirreanus, publicada en 1972 por los botánicos Charles Edward Glass y Robert Alan Foster en la revista científica Cactus and Succulent Journal (Los Ángeles) 44: 80.
Más tarde, Charles Edward Glass trasladó la especie al género Acharagma, por lo que pasó a llamarse Acharagma aguirreanum. Registró estos cambios en la revista ilustrada Guía para la Identificación de Cactáceas Amenazadas de México 1: Ac/aq, publicada en 1997.

Etimología
- Acharagma: nombre genérico que deriva de las palabras griegas a (que significa 'sin') y charagma (que significa 'surco'), en alusión a que los tubérculos carecen de surco. Esta es la característica que los diferencia del género estrechamente relacionado Escobaria.[4]
- aguirreana: epíteto específico otorgado en honor a Gustavo Aguirre Benaides, especialista de las cactáceas mexicanas en Parras de la Fuente.[5]

## Estado de conservación
Se encuentra catalogada en Lista Roja de la UICN como especie en peligro crítico de extinción por contarse ya menos de 1000 plantas.

## Usos
Se cultiva principalmente como planta ornamental.